# Zilus subtropicus
Zilus subtropicus är en skalbaggsart som först beskrevs av Thomas Casey 1924.  Zilus subtropicus ingår i släktet Zilus och familjen nyckelpigor. Inga underarter finns listade i Catalogue of Life.